# پرداپیو
پرداپیو (به ایتالیایی: Predappio) یک کومونه در ایتالیا است که در استان فورلی-چزنا واقع شده‌است.

## خصوصیات
پرداپیو ۹۱ کیلومترمربع مساحت و ۶٬۴۸۰ نفر جمعیت دارد و ۹۱ متر بالاتر از سطح دریا واقع شده‌است.

## خواهرخوانده
شهر Breuna خواهرخواندهٔ پرداپیو هست.